# Bolitoglossa digitigrada
Bolitoglossa digitigrada är en groddjursart som beskrevs av Wake, Brame och Thomas 1982. Bolitoglossa digitigrada ingår i släktet Bolitoglossa och familjen lunglösa salamandrar. IUCN kategoriserar arten globalt som otillräckligt studerad. Inga underarter finns listade.